# Pomoleuctra
Pomoleuctra är ett släkte av bäcksländor. Pomoleuctra ingår i familjen smalbäcksländor.
Kladogram enligt Catalogue of Life:
| Pomoleuctra | \| \| Pomoleuctra andersoni \| \| \| \| \| \| Pomoleuctra purcellana \| \| \| \| |
|             | \| \| Pomoleuctra andersoni \| \| \| \| \| \| Pomoleuctra purcellana \| \| \| \| |
|             | Calileuctra                                                                      |
|             |                                                                                  |
|             | Despaxia                                                                         |
|             |                                                                                  |
|             | Euleuctra                                                                        |
|             |                                                                                  |
|             | Leuctra                                                                          |
|             |                                                                                  |
|             | Megaleuctra                                                                      |
|             |                                                                                  |
|             | Moselia                                                                          |
|             |                                                                                  |
|             | Pachyleuctra                                                                     |
|             |                                                                                  |
|             | Paraleuctra                                                                      |
|             |                                                                                  |
|             | Perlomyia                                                                        |
|             |                                                                                  |
|             | Rhopalopsole                                                                     |
|             |                                                                                  |
|             | Tyrrhenoleuctra                                                                  |
|             |                                                                                  |
|             | Zealeuctra                                                                       |
|             |                                                                                  |
|             | Pomoleuctra andersoni                                                            |
|             |                                                                                  |
|             | Pomoleuctra purcellana                                                           |
|             |                                                                                  |

|  | Pomoleuctra andersoni  |
|  |                        |
|  | Pomoleuctra purcellana |
|  |                        |